# Mbukushu
Mbukushu is een Bantoetaal die wordt gesproken in het noorden van Namibië en Botswana. De taal wordt in Namibië en Botswana door ongeveer 40.000 mensen gesproken. Mbukushu wordt ook gesproken door zo'n 4000 mensen in het zuiden van Angola. 
Mbukushu is verwant aan andere in het noorden van Namibië gesproken talen zoals Kwangali en Diriku. In Namibië wordt de taal ook aangeduid met Thimbukushu.